# Зюбровський Андрій Володимирович
Андрій Володимирович Зюбровський (нар. 1 грудня 1951, Біла, УРСР) — український фотохудожник. Лауреат Всесоюзних конкурсів фотомитців (1977, 1979, 1984). Тернопільська обласна премія імені Михайла Бойчука (1990). Член Національної спілки фотохудожників України (1993).

## Життєпис
Андрій Зюбровський народився 1 грудня 1951 року у селі Білій, нині Білецької громади Тернопільського району Тернопільської области України.
Закінчив театральне відділення Теребовлянського культурно-освітнього училища (1969). Працював художнім керівником будинків культури в Чистилові та Плотичі Тернопільського району, директором клубу та художником-дизайнером бюро естетики Тернопільського комбайнового заводу (1976—1980). Від 1980 — на творчій роботі.
Голова мистецького гурту «Хоругва» (від 1993). Займається відродженням чорнолощеної кераміки (від 1983).
Фахівець у галузі народної медицини та інших лікувальних методик.

## Творчість
Учасник близько 250 виставок і конкурсів в Україні й за кордоном, мав 41 персональну виставку.